# Centro Ciência Viva de Sintra
A Oficina da Ciência de Sintra (antigo Centro de Ciência Viva de Sintra) localiza-se em Sintra, em Portugal.
Inaugurado em 2006 por Mariano Gago, constitui-se num espaço interativo, integrante da rede de Centros Ciência Viva, numa iniciativa conjunta com a Câmara Municipal de Sintra. Inicialmente com a colaboração da Faculdade de Engenharia da Universidade Católica Portuguesa. desde Janeiro 2014 conta com o Instituto de Tecnologia Química e Biológica ITQB, da Universidade Nova de Lisboa, como associado cientifico.
Em 2017  foi extinto devido ao ao incumprimento das obrigações da autarquia sintrense.

## O edifício
O centro encontra-se implantado na Ribeira de Sintra, nas dependências da antiga garagem dos carros elétricos, veículos que, desde o princípio do século XX ligam Sintra a Colares e à praia das Maçãs. O projeto de requalificação do imóvel procurou preservar algumas das estruturas arquitetónicas originais, integrando-as na criação de módulos expositivos.
No exterior destaca-se um tanque de água que protege uma das nascentes de água da serra de Sintra, que anima um conjunto de módulos sobre energia.

## A exposição
A exposição do centro está distribuída em diversos módulos, entre os quais se destacam, por exemplo:
- Andar de Bicicleta no Arame
- Reação e Visão de Conjunto
- Não Consegues Caminhar Direito?!
- Bomba Alimentada a Energia Solar

O visitante conta ainda com um laboratório, um auditório e uma sala para realização de ateliers.